# Мельгар, Хосе Мильтон
Хосе́ Мильтон Мельгар Соруко (исп. José Milton Melgar Soruco; род. 20 сентября 1959[…], Санта-Крус-де-ла-Сьерра) — боливийский футболист, полузащитник. Также работал заместителем министра спорта Боливии.

## Карьера
Хосе Мильтон Мельгар начал играть в футбол в любительских командах «Амборо» и «Либертад». Оттуда он перешёл в клуб «Макина Веха», где также выступали его братья. В 1978 году он участвовал вместе с юношеской сборной города Санта-Крус на турнире в Тринидад и Тобаго, где она стала сильнейшей. После этого сильнейшие клубы города стали предлагать контракт футболисту. Мельгар выбрал клуб «Блуминг», потому что они первые предложили ему контракт, который, к тому же из всех предложений оказался наиболее финансово выгодным. В первом же матче за «Блуминг» Мельгар забил победный гол в матче с «Ориенте Петролеро». В 1984 году Хосе Мильтон выиграл свой первый титул чемпиона Боливии, при этом сам футболист забил гол в ворота «Боливара», который принёс ему победу в турнире. В клубе Хосе Мильтон выступал до 1985 года, проведя 189 матчей и забив 46 голов.
В 1985 году Мельгар перешёл в аргентинский клуб «Бока Хуниорс» на правах аренды. 11 января он дебютировал в составе команды в товарищеской игре с «Ривер Плейтом» (1:1). 16 января он впервые провёл официальный матч за клуб, в котором тот сыграл вничью с «Феррокарриль Оэсте». 23 февраля Хосе забил первый мяч в составе «Боки», поразив ворота «Уракана» (4:3). На следующий сезон клуб, испытывающий финансовые проблемы, принял решение выкупить контракт футболиста. За «Хуниорс» боливиец играл три года, проведя 126 матчей и забив 6 голов. Последнюю встречу в футболке «Боки» он провёл 29 июня 1988 года с «Депортиво Эспаньол» (1:1). Причиной ухода футболиста стало назначение на пост главного тренера команды Хосе Омара Пасторисы, решившего изменить состав клуба. В 1988 году боливиец перешёл в «Ривер Плейт», куда его пригласил бывший тренер «Хуниорс» Сесар Луис Менотти. Там футболист играл два сезона, провед 23 игры. Позже время в Аргентине Мельгар называл своим «лучшим моментом в жизни, как спортсмена».
Я был в «Боке» в тот момент, когда у нас была неудачная полоса, но когда мы выходили на поле, фанаты всё равно подбадривали нас. Это заставило меня понять, что ни у кого нет такой фанатской базы, как у «Боки». И в хорошие, и в плохие времена они всегда поддерживают команду. В «Ривере» же я заметил другое. У них есть процент людей, которые приходят на трибуны, когда команда выступает успешно, но если она проигрывают, то они не появляются. У нас в «Ривере» было так. И когда у нас всё стало плохо, их не было видно на трибунах.Хосе Мильтон Мельгар
В 1989 году Мельгар возвратился в Боливию. Он подписал контракт с клубом «Боливар». В 1990 году Мельгар стал игроком «Ориенте Петролеро» и в первый же год с ним выиграл титул чемпиона страны. На следующий год полузащитник уже играл в «Блуминге». В 1992 году он выступал за чилийский «Эвертон». В 1993 году Хосе Мильтон выиграл свой последний титул сильнейшей команды Боливии. Годом позже Мельгар вновь уехал в Чили, став игроком «Кобрелоа». Затем играл на родине за «Боливар», «Реал Санта-Крус» и «Блуминг».
В составе сборной Боливии Мельгар дебютировал 30 ноября 1980 года в матче с Финляндией (3:0). В 1983 году он поехал на Кубок Америки. На этом турнире 31 августа Мельгар забил первый мяч за сборную, поразив ворота Колумбии (2:2). В 1994 году он, будучи капитаном команды, помог команде выйти на чемпионат мира. Это достижение стало первым для боливийцев за 44 года. На самом первенстве он сыграл во всех трёх матчах. 25 июня 1997 года Хосе Мильтон провёл последний матч в составе национальной команды, в котором Боливия со счётом 3:1 обыграла Мексику. Этот матч состоялся в рамках розыгрыша Кубка Америки, в котором боливийцы выиграли серебряные медали.
После завершения игровой карьеры, Мельгар стал тренером, в частности в 1998 году он являлся играющим тренером клуба «Ориенте Петролеро», в котором вкачестве ассистента помогал Вальтеру Роке. В 2000 году он являлся главным тренером команды. В том же году Хосе Мильтон стал наставником «Блуминга». Также Мельгар открыл свои футбольные школы в Санта-Крус-де-ла-Сьерре и Авельянеде. В 2006 году он стал заместителем министра спорта Боливии. В этом статусе он организовал три года спустя Боливарианские игры. В 2013 году Мельгар получил Орден Почёта от КОНМЕБОЛ за выдающуюся деятельность в южноамериканском футболе.

## Достижения
- Чемпион Боливии: 1984, 1990, 1993

## Личная жизнь
У Хосе Мильтона три сына — Мильтон Эрик, Кевин и Хейсон